# Flickingeria crenicristata
Flickingeria crenicristata là một loài thực vật có hoa trong họ Lan. Loài này được (Ridl.) J.J.Wood mô tả khoa học đầu tiên năm 1990.